# Acca lanuginosa
Acca lanuginosa là một loài cây bụi thuộc họ Myrtaceae, có liên hệ với loài Acca sellowiana. Đây là loài đặc hữu của Peru.